# 三嶋真路
三嶋 真路（みしま しんじ、9月29日 - ）は、近畿地方を拠点に活動する日本のナレーター、ラジオパーソナリティ。MC企画所属。
京都府出身。滋賀県立高島高等学校卒業。身長174センチメートル。血液型A型。

## 出演

### テレビ番組
- NHKプレマップ 時代劇（NHK総合テレビ） - ナレーション
- なんで！なんで!? サンデー（毎日放送） - ナレーション
- リアルタイム（毎日放送） - ナレーション
- みんなの甲子園（毎日放送） - ナレーション
- 猛虎ファイル（毎日放送） - ナレーション
- GAMBA TV〜青と黒〜（毎日放送） - ナレーション
- インスタントラーメン発明物語 安藤百福伝（2010年、毎日放送）[3]
- 情報ライブ ミヤネ屋（読売テレビ） - ナレーション
- Let's do HAPPY GOLF（テレビ大阪） - ナレーション
- 梅宮辰夫の釣り紀行（テレビ大阪） - ナレーション
- 播州の秋まつりシリーズ（サンテレビ） - ナレーション
- BBCニュース22（びわ湖放送）
- 滋賀経済NOW（びわ湖放送） - ナレーション
- 亀ちゃんのタイガースに檄!（GAORA） - ナレーション
- マンデータイガースTV（GAORA） - ナレーション
- GET!ファイターズ（GAORA） - ナレーション
- HAL's Bar（Music Japan TV） - ナレーション
- 西宮ライブラリー 見どころプロムナード（ベイコム11ch） - ナレーション

### テレビドラマ
- 家族善哉（2006年 - 2007年、毎日放送）[3]
- 新春ワイド時代劇 忠臣蔵〜その義その愛〜（2012年、テレビ東京） - 予告ナレーション
- 半七捕物帳（関西テレビ）[要検証 – ノート] - 予告ナレーション
- くノ一忍法帖 蛍火（2018年、BSジャパン） - ナレーション[4]

### ネット配信ドラマ
- 医師 問題無ノ介（2014年、dビデオ powered by BeeTV） - プレマップナレーション

### ラジオ番組
- NEO SWING SPORTS（α-station）
- トワイライトアベニュー（α-station）
- Moving Friday（α-station）
- テキーラ・エクスプレス（α-station）
- テキーラ・エクスプレス23（α-station）
- KYOTO AIR LOUNGE（α-station）
- MOVING FILE（α-station）
- MORNING GRID（2019年7月 -2021年3月 、α-station）
- 三嶋真路のROCK BREAKERS（FM千里）
- 三嶋・タケコのごきげんフライデー（FM千里）
- ラジオ 30'S ボクノタカラモノ（MBSラジオ） - ナビゲーター
- WHAT'S NEXT? Maximum Range（FM OSAKA）
- American Top 40（FM OSAKA）
- WASH!!!（FM OSAKA）
- Groovy Times（FM OSAKA）
- Sky & GREEN（FM OSAKA）
- ROCKIN' RADIO（Kiss FM KOBE）
- PRIME HITS KOBE（Kiss FM KOBE）
- KOBE HITS 30（2019年10月 - 、Kiss FM KOBE）
- Be Fresh!（ウメダFM Be Happy!789）

## その他の活動
- グリーンスタジアム神戸 FM B-WAVE（オリックス・ブルーウェーブ スタジアムFM） - アリーナDJ